# Дереглей
Дереглей, Дерелуй — річка в Україні, в межах Чернівецького району Чернівецької області. Права притока Пруту (басейн Дунаю).

## Опис
Довжина річки 34 км. Площа водозбірного басейну 313 км². Похил річки 4,9 м/км. Долина трапецієподібна, завширшки від 400—500 м до 2,5 км. Річище звивисте (особливо в пониззі), завширшки 2—8 м, максимальна ширина — 20 м. Є острови. Використовується на водопостачання, рибництво.

## Розташування
Бере початок у північній частині смт Глибока. Тече в межах Передкарпаття, спершу на північ і (частково) північний захід, у середній та нижній течії — на північний схід. Впадає до Пруту на північно-східній околиці села Остриці.

## Притоки
Праві:
- Невільниця
- Храшовець - потік у Волоківській сільській громаді. Бере  початок у буковому лісі на північному сході від Грушівки і тече переважно на північний захід через його присілок і впадає у Дереглуй У Волоці.[1]
- Бородач.

Ліві:
- Коровія
- Кися
- Панті.

## Населені пункти
Над річкою розташовані такі села (від витоків до гирла): смт Глибока, Червона Діброва, Тисовець, Великий Кучурів, Волока, Грушівка, Валя Кузьмина, Молодія, Остриця.